# Vasastaden, Skövde

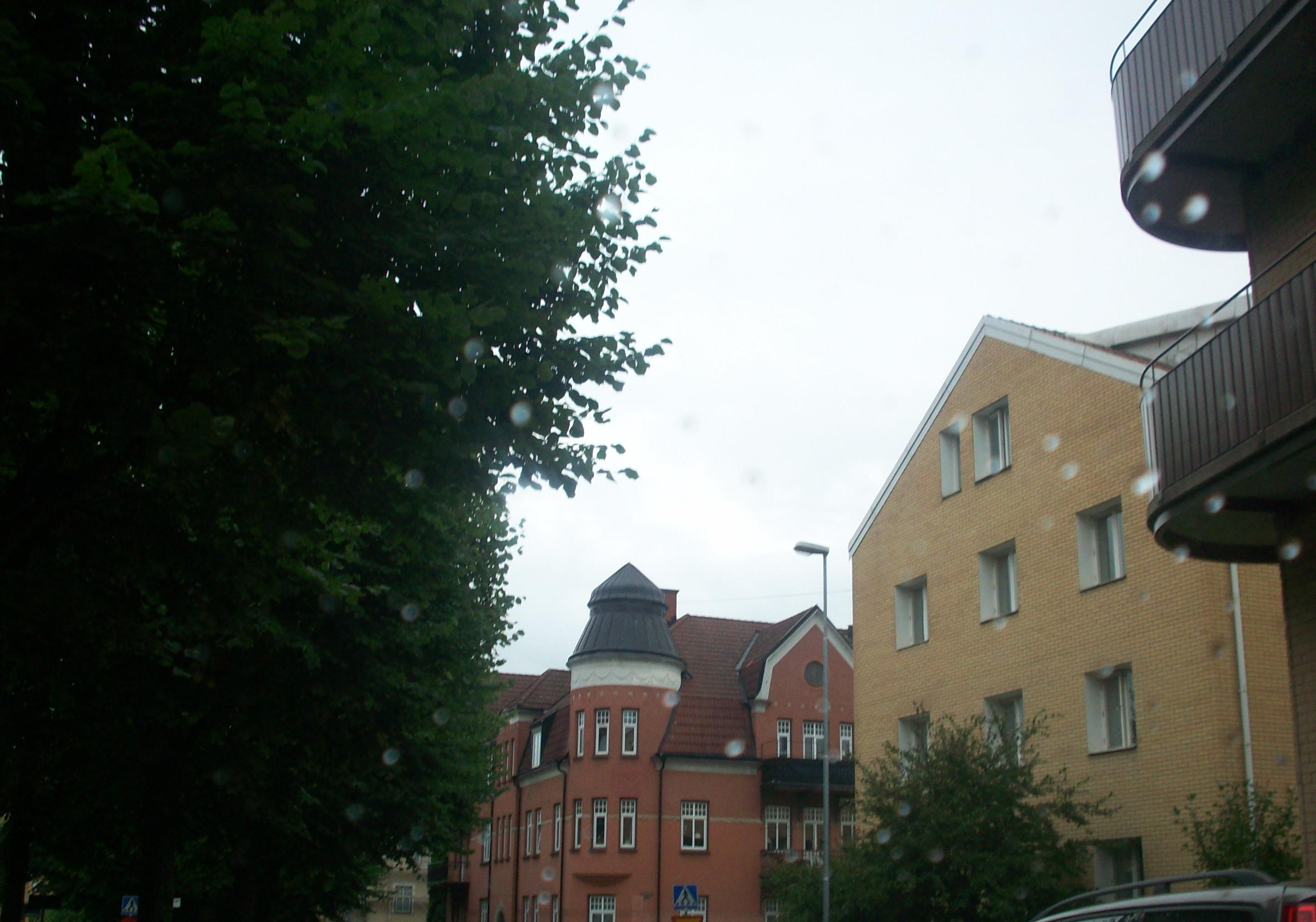
Vasagatan i Skövde

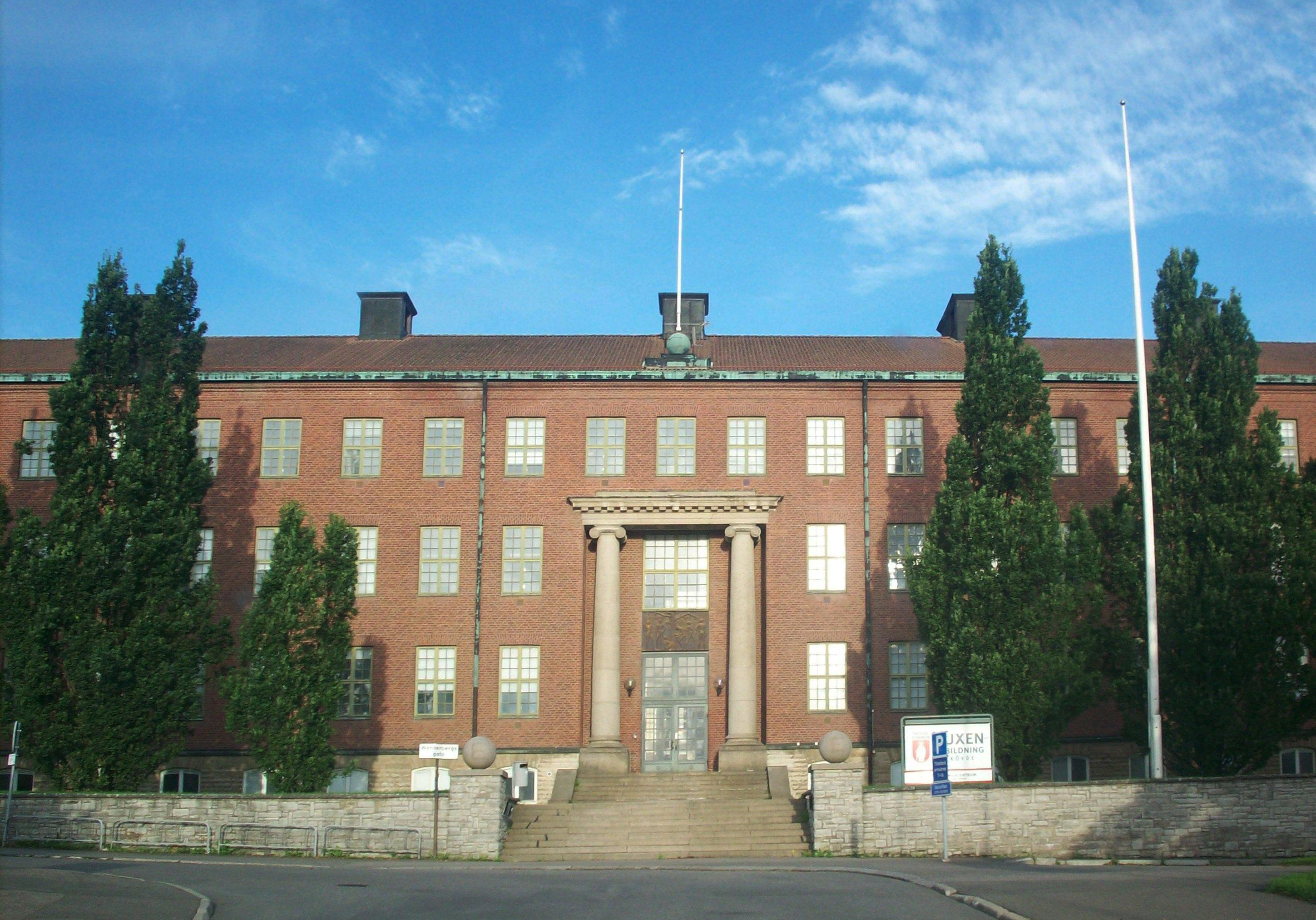
Komvux

Vasastaden är en stadsdel i Skövde, Västra Götalands län. Stadsdelen ligger precis söder om centrum, och börjar strax efter Vasaporten och sträcker sig till Nils Erikssons gata som är en gräns mellan Vasastaden och Södermalm. Öster om området sträcker sig Västra stambanan och Skövde garnison. Vasastaden består mestadels av flerbostäder som är från 30-50-talet med vackra fasader, utemiljön i området är i allmänhet mycket fin med alléer och mindre grönområden. År 2025 pågår planarbete i fastigheten Björken 1 i Vasastaden.
Polishuset och tingsrätten ligger norr i området och gränsar till Skövdes centrum. Under 2010 byggdes en ny tingsrätt på Erik Ugglas plats mittemot Göteborgsoperans Skövdescen. Tingsrätten invigdes 2011.
I Vasastaden ligger flera skolor, bland annat Komvux, Musikskolan/Musikgymnasiet och ett högstadium.

## Angränsade stadsdelar
- Södermalm
- Centrum
- Västermalm
- Karlsro